# 小星鯊
小星鲨（学名：Mustelus minicanis），又稱小貂鯊，為軟骨魚綱真鯊目皺唇鯊科星鯊屬的一種，被IUCN列為瀕危保育類動物，分布於中西大西洋哥倫比亞的La Vela角與委內瑞拉的Rio Caribe間海域，深度71至183公尺，體長最大可達47.8公分，棲息在大陸棚底層水域，屬肉食性，卵胎生，生活習性不明。